# ورونیکا وب
ورونیکا وب (انگلیسی: Veronica Webb؛ زادهٔ ۲۵ فوریهٔ ۱۹۶۵) یک هنرپیشه، مانکن (فرد)، و خبرنگار اهل ایالات متحده آمریکا است.
او در فیلم در عمق زیاد بازی کرده است.